# 胎動
| ウィキペディアには「胎動」という見出しの百科事典記事はありません（タイトルに「胎動」を含むページの一覧/「胎動」で始まるページの一覧）。 代わりにウィクショナリーのページ「胎動」が役に立つかもしれません。 |